# Liste de journaux au Costa Rica

## Nationaux
- Al Día
- Diario Extra
- El Heraldo
- La Nación
- La Prensa Libre
- La República

## Autres
- Semanario Universidad